# Hoyales de Roa
Hoyales de Roa es un municipio y localidad española de la provincia de Burgos, en la comunidad autónoma de Castilla y León, comarca de La Ribera, partido judicial de Aranda.

## Geografía
Es un municipio situado al oeste de Aranda de Duero y al sur de Roa, en la Ribera del Duero, cerca del Riaza.
El término municipal confina al N con Berlangas de Roa y Haza (Burgos) (exclave al otro lado del río Duero); al E con Castrillo de la Vega; al S con Haza (Burgos) (territorio principal donde se encuentra la localidad) y Fuentecén, y al O con Roa.

## Historia
Tuvo población en la prehistoria, de la que se conservan cerámicas. De época posiblemente romana, hay restos de cimientos bajo la actual torre medieval.
En 1311 deja de depender de la cercana localidad de Haza, por orden del rey Fernando IV de Castilla. A partir de entonces hasta comienzos del siglo XVI es disputada por diversos señores. A finales del siglo XIV Juan de Avellaneda, señor de Haza, reparte sus posesiones entre su hija legítima, Aldonza (a la que entrega Haza, Íscar y Peñaranda de Duero) y su bastardo e hijo mayor, Juan, que hereda Hoyales y Fuentelisendo. Ante la reclamación de Aldonza a todas las posesiones de su padre Juan hijo comienza la construcción de la torre de Hoyales en 1472, obra que hereda su hija Constanza, esposa de Martín Vázquez de Acuña.
Este la acaba, con el fin de defenderse de su familiar el conde de Miranda. La familia de aquel residía en la cercana Aranda de Duero.
En 1506, Felipe el Hermoso se la concede al conde de Miranda, con objeto de ganar su apoyo frente a su suegro. Vuelve al señorío de Haza y pierde la función de defensora del mayorazgo de su fundador.

### SigloXIX
Así se describe a Hoyales de Roa en la página 498 del tomo XII del Diccionario geográfico-estadístico-histórico de España y sus posesiones de Ultramar, obra impulsada por Pascual Madoz a mediados del siglo XIX:

OYALES

Villa con ayuntamiento en la provincia, audiencia territorial y capitanía general de Burgos (15 leguas), partido judicial de Roa (1) y diócesis de Osma.
Situada a la falda de una cuesta, sobre la que existe un castillo deteriorado que domina la población; goza de un clima húmedo y muy poco saludable.
Tiene 120 casas con la consistorial a la que está agregada la carnicería, todas de un solo piso y de mala construcción y distribución interior; una pequeña plaza; varias calles sin empedrar; una escuela de primeras letras frecuentada por 40 niños y dotada con 1.100 reales y 12 fanegas de trigo, pagados de los fondos de propios, y además la retribución de unas 50 cántaras de vino que satisfacen los padres de los alumnos; una iglesia parroquial servida por un cura párroco, un beneficiado y un sacristán, siendo los dos primeros de provisión de la cámara; una ermita (Nuestra Señora de Arriba) en la falda de dicha cuesta; y por último, un cementerio extramuros mal construido; los habitantes se surten para beber y demás usos de las aguas del río Riaza, traídas por medio de un cauce, por pasar aquel a distancia de más de un tiro de bala del pueblo.
Confina el término N Castrillo de la Vega; E Roa; S Aza, y SO Fuentecén.
El terreno en general es pantanoso, pero lo hay también arenoso y cascajoso, cruzando por él el citado río, sobre el cual existe un pontón de madera; distante 1/4 de legua S de la villa se encuentra un pequeño monte poblado de carrascas bajas, que únicamente se utilizan para combustible.
Caminos: los de pueblo a pueblo, excepto uno de herradura que dirige a Valladolid.
Producciones: trigo, cebada, alubias, vino, patatas y cáñamo en corta cantidad y buenos pastos; cría también algún ganado, especialmente lanar.
Industria: la agrícola y un molino harinero; se extrae vino, y se importan aceites y paños.
Población: 71 vecinos, 213 almas.

Capital productivo: 2.182.000 reales. Imponible: 196.619. Contribución: 16.311 reales 17 maravedíes. El presupuesto municipal asciende a 7.000 reales poco más o menos, y se cubre con los productos de propios y arbitrios y reparto vecinal.

## Demografía
Hoyales de Roa cuenta con una población de 212 habitantes (INE 2024).

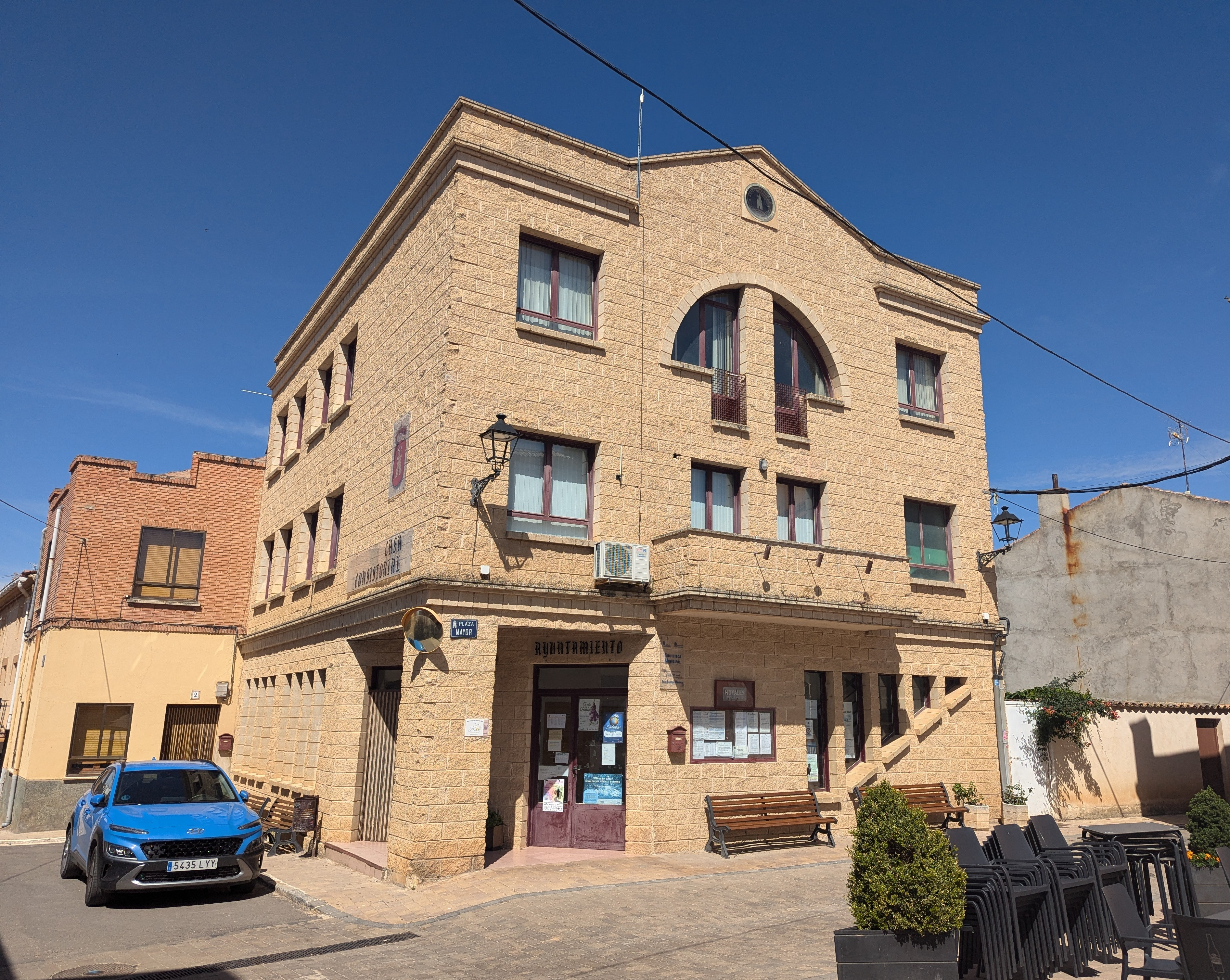
Casa consistorial

| Gráfica de evolución demográfica de Hoyales de Roa entre 1842 y 2021                                                  |
| |
| Población de derecho según los censos de población del INE. Población de hecho según los censos de población del INE. |

## Economía
Tiene una agricultura de secano, destacando los cereales, garbanzos y la vid. Además, cuenta con la fértil vega del río Riaza, donde se cultiva principalmente patata y remolacha, además de trigo, alfalfa, girasol y todo tipo de hortalizas. De árboles frutales, predominan nogales y almendros en el secano y manzanos en el regadío.

## Cultura

### Patrimonio
Torre

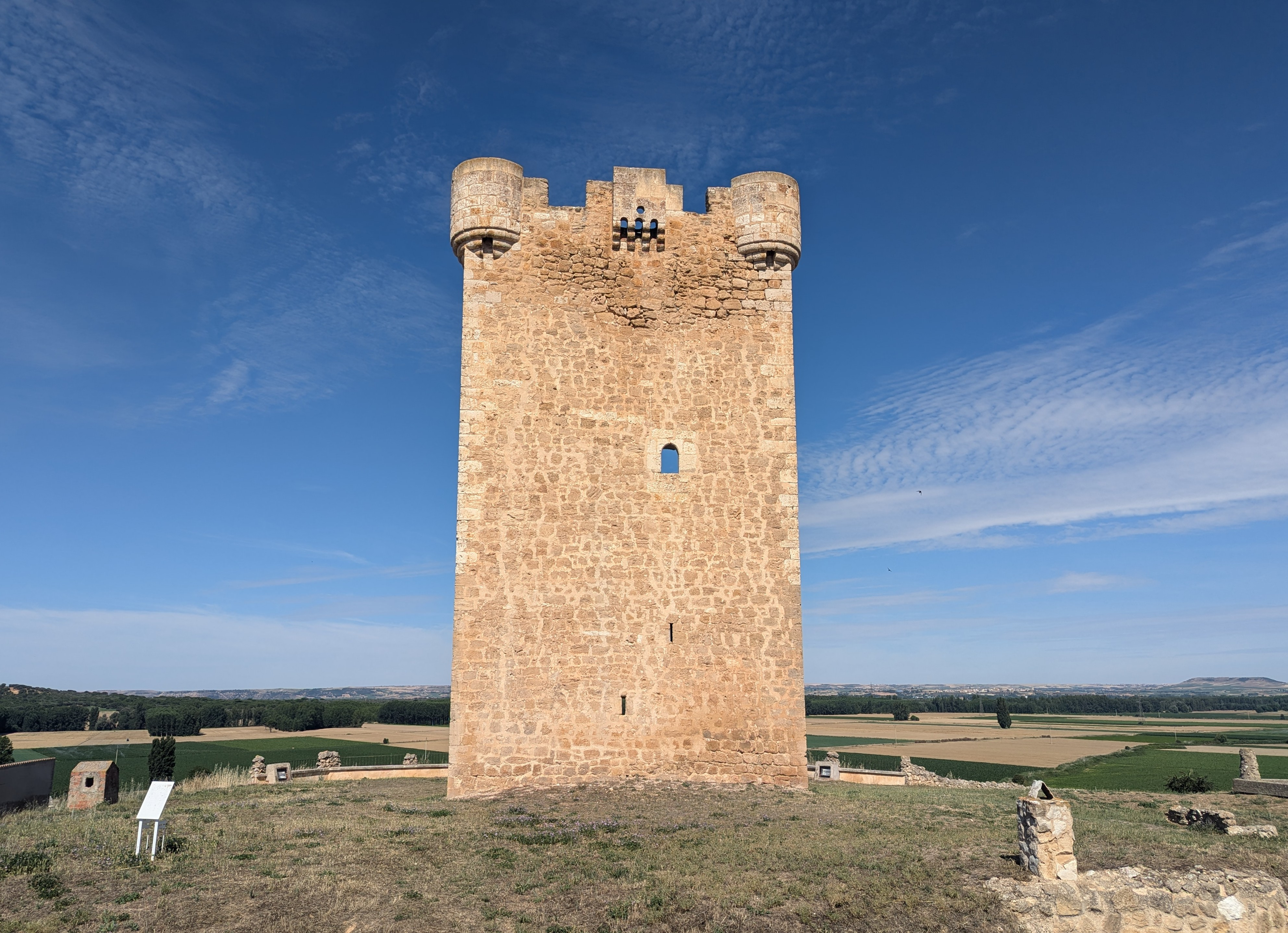
La torre, vista desde el este

Monumento del siglo XV del que hoy en día solo permanecen tres paredes, con almenas y garitones en su parte superior. Se sitúa en el punto más alto del pueblo, por lo que es visible desde varios kilómetros alrededor. Se halla a mitad de camino entre Roa y Haza. Se construyó en sillarejo reforzado en las esquinas con sillares. Constaba de tres plantas, llegando a una altura de 21 metros. Su planta era rectangular, de 3.6 x 4.7 metros, y la planta baja tenía un pilar central que servía de apoyo al primer piso. Parte de sus piedras se reutilizaron en otras edificaciones de la localidad.
Iglesia

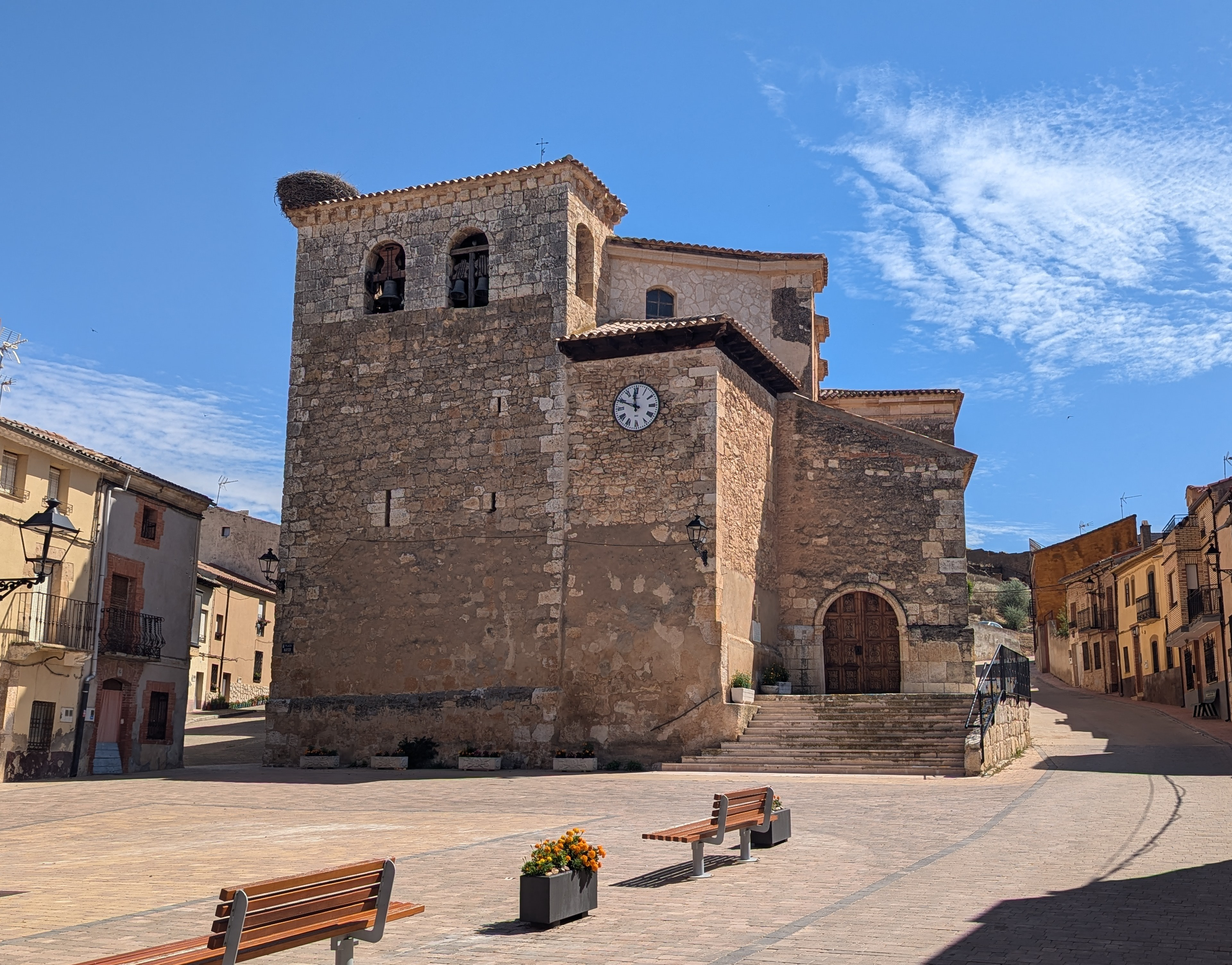
Iglesia de San Bartolomé

La iglesia parroquial de San Bartolomé, dependiente de la parroquia de Castrillo de la Vega en el arciprestazgo de Roa, diócesis de Burgos, fue construida en su mayor parte en dos fases, la primera en 1776-1778 y la segunda en 1789-1791, siguiendo los planos del maestro arquitecto y académico de  San Fernando de Madrid Ángel Vicente Ubón (1728-1778), si bien conserva a los pies la torre del edificio anterior, datada hacia el año 1500. El templo tiene planta basilical de tres naves con crucero, sobre el que se levanta un cimborrio, y muestra en su interior una decoración tardobarroca en estuco que en la bóveda de la nave central es deudora de la sacristía de la catedral de El Burgo de Osma, trazada por Francesco Sabatini y Juan de Villanueva, de cuya construcción fue responsable el maestro Ubón. Se considera, por su calidad, la mejor iglesia de esa época en la comarca de la Ribera del Duero. El retablo mayor del templo es de comienzos del siglo XVII y en los extremos del crucero se ubican otros dos retablos de principios del siglo XVIII.
Ermita de la Virgen de Arriba

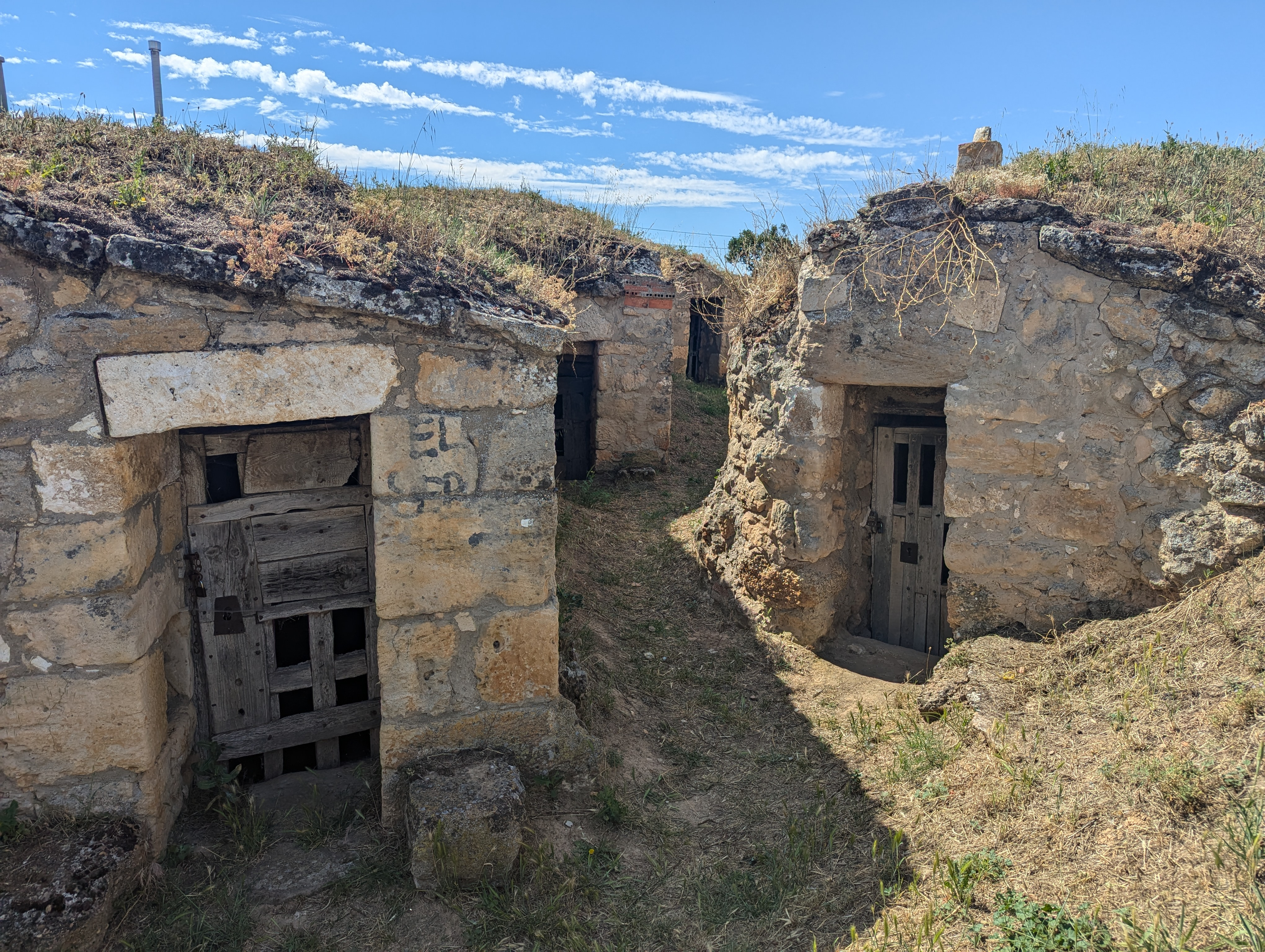
Bodegas
Están situadas en la zona del castillo, junto a los "contadores" (merenderos). Los "contadores" reciben este nombre porque antiguamente, al concluir el día, después de las jornadas de labor, se juntaban los vecinos para "contarse" el devenir del día. Trasladándose esta definición de los merenderos ubicados sobre las bodegas, hasta la actualidad. Las bodegas, se cree que al igual que las de Aranda de Duero, son del siglo XII aunque no se puede confirmar. No obstante, si parece más claro que en el castillo había unos pasadizos que llevaban a las bodegas y desde estas al río, por lo que las bodegas ya existían cuando se construyó el castillo. Cabe destacar también la gran cantidad de bodegas existentes en la localidad, superando la centena. No obstante, muchas de ellas debido a la dejadez de los propietarios están en riesgo de derrumbe.

### Gastronomía
En época de vendimia son típicos los tortos de uva. Se suelen degustar en el mes de noviembre, en la festividad de la Virgen de Arriba. El lechazo o cordero asado es el plato típico de la zona.

### Fiestas
- San Bartolomé: 24 de agosto.
- La Virgen de Arriba: segundo domingo de noviembre.